# Начало (Астраханская область)
Нача́ло — посёлок в Приволжском районе Астраханской области, входит в состав Началовского сельсовета. Большую часть (88%) населения составляют русские, проживают также казахи и астраханские татары.

## Физико-географическая характеристика
Посёлок расположен в центральной части Приволжского районе на берегу реки Болды.
Расстояние до Астрахани составляет 16 километров (до центра города), до районного центра и центра сельского поселения села Началова — 6 километров.
Климат резко континентальный, с жарким и засушливым летом и бесснежной ветреной, иногда с большими холодами, зимой. Согласно классификации климатов Кёппена-Гейгера тип климата — семиаридный (индекс BSk). 
Часовой пояс
Начало, как и вся Астраханская область, находится в часовой зоне МСК+1. Смещение применяемого времени относительно UTC составляет +4:00.

## Население
| 2002 | 2010 |
| ---- | ---- |
| 832  | ↗854 |

Этнический состав
| Национальность | Численность (2010) | Процент |
| -------------- | ------------------ | ------- |
| Русские        | 733                | 86%     |
| Казахи         | 48                 | 5,6%    |
| Татары         | 36                 | 4,2%    |
| Немцы          | 5                  | 0,6%    |
| Поляки         | 5                  | 0,6%    |
| Туркмены       | 5                  | 0,6%    |
| Узбеки         | 4                  | 0,5%    |
| Азербайджанцы  | 3                  | 0,4%    |
| Чеченцы        | 3                  | 0,4%    |
| Чуваши         | 3                  | 0,4%    |
| Не указана     | 7                  | 0,8%    |
| Всего          | 852                | 100%    |

## Инфраструктура
В Начале работают общеобразовательная школа, детский сад, четыре продуктовых магазина. На Советской улице в центральной части посёлка расположен комплекс зданий Астраханского государственного университета — учебный корпус № 4, технопарк (лаборатория) и региональный центр нанотехнологий.
Посёлок преимущественно застроен частным сектором, в центральной части также имеется семь двухэтажных многоквартирных домов советского периода.

### Транспорт
Посёлок связан с Началовым и Астраханью маршрутным такси № 190, в светлое время суток отправляющимся раз в десять минут и автобусом  № 190. В период навигации курсирует теплоход в расположенное на противоположном берегу реки Болды село Килинчи.

## Фотогалерея

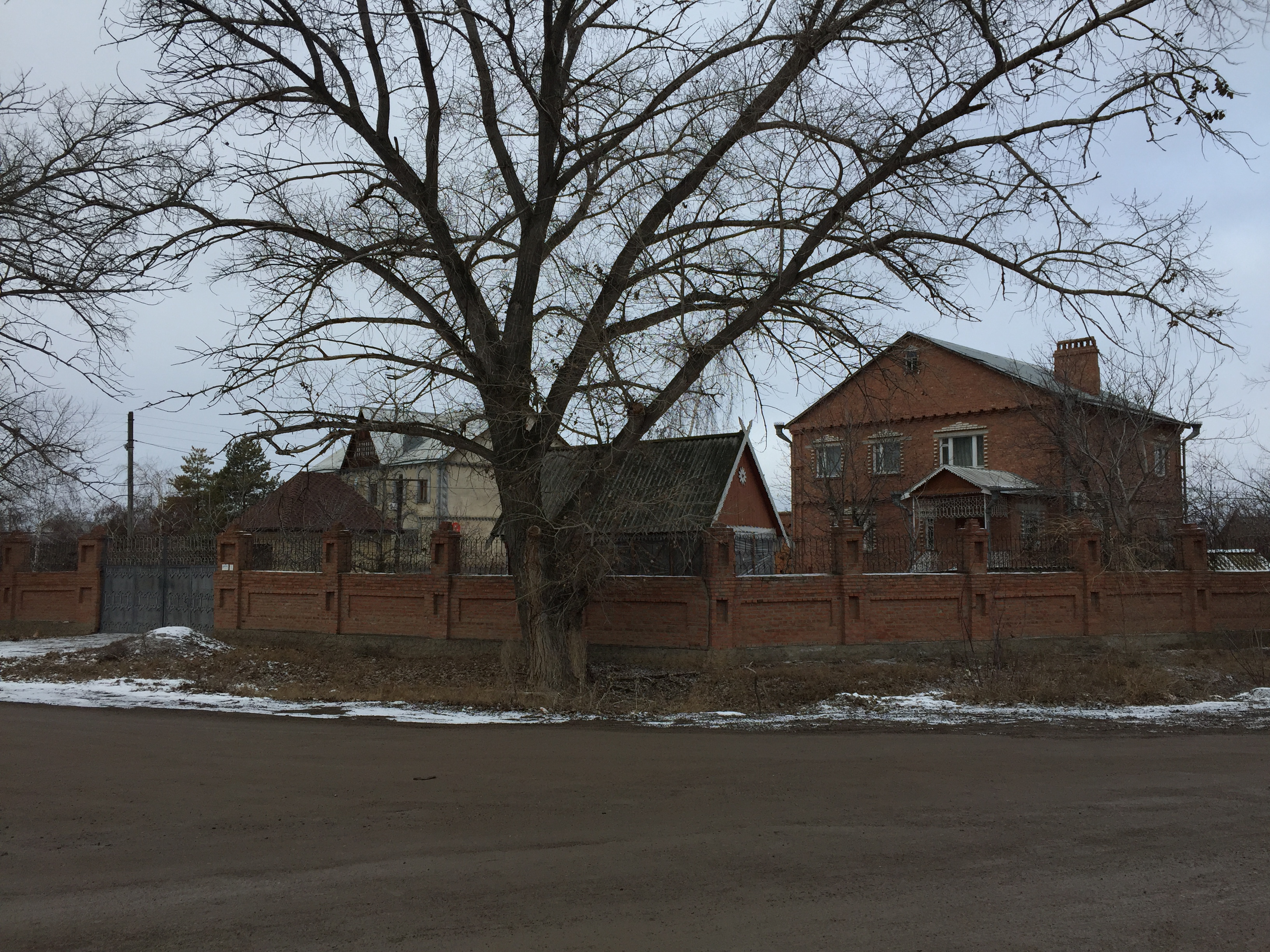
Дома в центральной части поселка
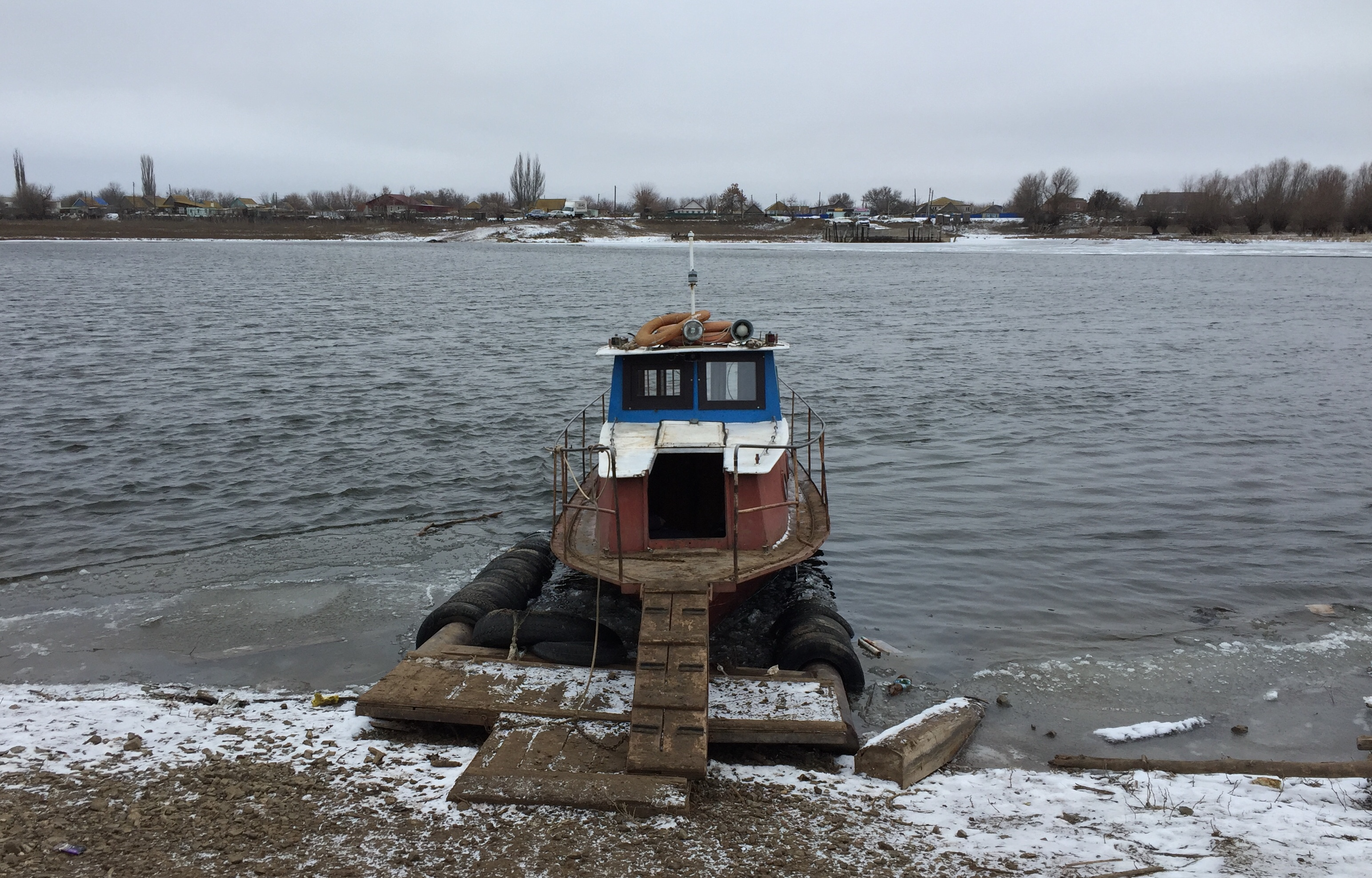
Переправа через Болду между Началом и Килинчами